# Afriqiyah Airways-vlucht 771
Afriqiyah Airways-vlucht 771 was een internationale passagiersvlucht die op 12 mei 2010 neerstortte tijdens de landing op de internationale luchthaven van de Libische hoofdstad Tripoli. De vlucht was afkomstig uit Johannesburg en had 104 inzittenden. Deze vliegramp was het eerste ongeluk met een vliegtuig van de luchtvaartmaatschappij Afriqiyah Airways.

## Fatale vlucht
Afriqiyah Airways-vlucht 771 zou volgens schema van OR Tambo International Airport bij de Zuid-Afrikaanse stad Johannesburg via een tussenlanding in Tripoli naar Londen Gatwick vliegen.
Op 11 mei 2010 om 21.37 uur lokale tijd (19:37 UTC) vertrok het toestel vanaf de gate op OR Tambo International Airport richting Tripoli. Dit was 17 minuten later dan gepland.
Om 6.01 uur lokale tijd (4:01 UTC) verongelukte het toestel, ongeveer 900 meter voor de landingsbaan op Tripoli International Airport. Een 9-jarige Nederlandse jongen overleefde als enige het ongeluk.
De Libische autoriteiten sloten een terroristische aanslag volledig uit. Ook een technisch mankement werd onwaarschijnlijk genoemd.
De landingsbaan waarop het vliegtuig had moeten landen (baan 09), beschikte niet over moderne navigatie-apparatuur om het vliegtuig naar de baan te begeleiden. Het gebruikte NDB-baken is minder nauwkeurig dan de ILS-apparatuur op de andere landingsbaan van Tripoli International Airport.

## Onderzoek
De Libische luchtvaartautoriteit (LYCAA) stelde een onderzoek in naar het ongeval. De onderzoekscommissie bestond uit Libische en Zuid-Afrikaanse functionarissen, twee Franse experts, vijf medewerkers van vliegtuigbouwer Airbus en twee waarnemers uit Nederland. Later sloten Amerikaanse onderzoekers zich aan bij de commissie, omdat de motoren en het routenavigatiesysteem van het vliegtuig van Amerikaanse makelij waren. De flightdatarecorder en de cockpitvoicerecorder waren gevonden en werden onderzocht door het Franse Bureau d'enquêtes et d'analyses pour la sécurité de l'aviation civile (BEA) in Parijs.
Uit het onderzoek bleek dat de piloot niets meldde over technische problemen. Tot op het laatste moment verliep de communicatie tussen de piloot en de verkeerstoren volkomen normaal. Volgens de onderzoekscommissie blijkt uit bestudering van wrakstukken en ander materiaal niet dat het toestel voor de crash in brand heeft gestaan. Het vuur brak pas 400 meter na de plaats van het ongeluk uit.
Op 1 maart 2013 werd bekend wat de waarschijnlijke oorzaak van de ramp is geweest. Miscommunicatie en een verminderde samenwerking in de cockpit (crew resource management) werden als belangrijkste oorzaak aangewezen, in combinatie met het slechte zicht ter plaatse. Nadat het toestel te vroeg was begonnen aan de eindnadering en op de beslissingshoogte was aangekomen, was de landingsbaan niet in zicht voor de bemanning. Daarop werd besloten om een doorstart uit te voeren. Door het verkeerd uitvoeren van de doorstartprocedure raakte het vliegtuig de grond. Spatial disorientation zou een rol kunnen hebben gespeeld. Bovendien was de bemanning waarschijnlijk vermoeid. Hoe groot de rol was die deze vermoeidheid bij het ongeluk heeft gespeeld, is niet met zekerheid vast te stellen.

## Het vliegtuig
Het bij de ramp betrokken passagiersvliegtuig was van het type Airbus A330-202. Het toestel stond geregistreerd onder het nummer 5A-ONG. Het betrof hier een toestel met serienummer 1024, dat acht maanden eerder, op 8 september 2009, door Airbus was opgeleverd. Het toestel was uitgerust met twee General Electric CF6-80E1-motoren. Tot aan de fatale vlucht had het ongeveer 1600 vlieguren in 420 vluchten gemaakt. De gebruikelijke indeling voor dit type vliegtuig biedt plaats aan 253 passagiers in drie klassen.

## Inzittenden
Het toestel had elf bemanningsleden aan boord en 93 passagiers, onder wie twee Belgen en 71 Nederlanders. Elf passagiers hadden Tripoli als bestemming, de rest zou overstappen op vluchten naar Düsseldorf (42), Brussel (32), Londen (7) en Parijs (1). Onder de inzittenden waren de Iers-Afrikaanse schrijfster Bree O'Mara en Joëlle van Noppen, oud-zangeres van de meidengroep WOW!
De enige overlevende was een Nederlandse jongen, Ruben, die 9 jaar was. Op 15 mei, drie dagen na het ongeluk, keerde hij terug naar Nederland.
De onderstaande tabel met de nationaliteiten van de inzittenden is gebaseerd op de officiële berichtgevingen van de betrokken luchtvaartmaatschappij en meldingen van ministeries. Er zijn alternatieve berichtgevingen, onder andere gebaseerd op informatie van touroperators, die over andere aantallen en nationaliteiten spreken.
| Nationaliteit       | Passagiers | Passagiers | Bemanning | Totaal |
| Nationaliteit       | Omgekomen  | Overlevend | Bemanning | Totaal |
| ------------------- | ---------- | ---------- | --------- | ------ |
| België              | 2          | -          | -         | 2      |
| Duitsland           | 1          | -          | -         | 1      |
| Frankrijk           | 1          | -          | -         | 1      |
| Libië               | 2          | -          | 11        | 13     |
| Nederland           | 70         | 1          | -         | 71     |
| Oostenrijk          | 2          | -          | -         | 2      |
| Verenigd Koninkrijk | 1          | -          | -         | 1      |
| Zimbabwe            | 1          | -          | -         | 1      |
| Zuid-Afrika         | 13         | -          | -         | 13     |
| Dubbeltelling       | -1         | -          | -         | -1     |
| Totaal              | 92         | 1          | 11        | 104    |

## Herdenking
In Nederland werd op 30 juni 2010 een herdenkingsbijeenkomst gehouden in de Dr. Anton Philipszaal te Den Haag. Onder anderen koningin Beatrix, premier Jan Peter Balkenende, vicepremier André Rouvoet en minister van Binnenlandse Zaken en Koninkrijksrelaties Ernst Hirsch Ballin waren hierbij aanwezig.
De minister-president vaardigde in verband met het vliegtuigongeluk voor 12 mei 2010 een bijzondere vlaginstructie uit, waarbij de vlag halfstok werd gehangen op alle hoofdgebouwen van de rijksoverheid. Provincies en gemeenten werd verzocht hetzelfde te doen.